# Saint-Jean-Pla-de-Corts

Localización de Saint-Jean-Pla-de-Corts en el Vallespir.

Saint-Jean-Pla-de-Corts (en catalán Sant Joan de Pladecorts) es una localidad y comuna francesa situada en el departamento de Pirineos Orientales y la región de Languedoc-Rosellón, en la comarca del Vallespir. Tenía 1.965 habitantes en 2007.
Sus habitantes reciben el gentilicio de Saint-Jeannais en francés y de 	Joanplanencs en catalán.
Administrativamente, pertenece al distrito y al cantón de Céret, y a la Communauté de communes du Vallespir.

## Geografía
La comuna de Saint-Jean-Pla-de-Corts limita con Vivès, Passa, Le Boulou, Maureillas-las-Illas y Céret.
Saint-Jean es conocida por su lago. Se trata de hecho de dos lagos muy cercanos uno del otro, que tienen usos distintos. Uno está dedicado a las actividades de ocio (tirolina, baño...) mientras que el otro está reservado a la pesca.

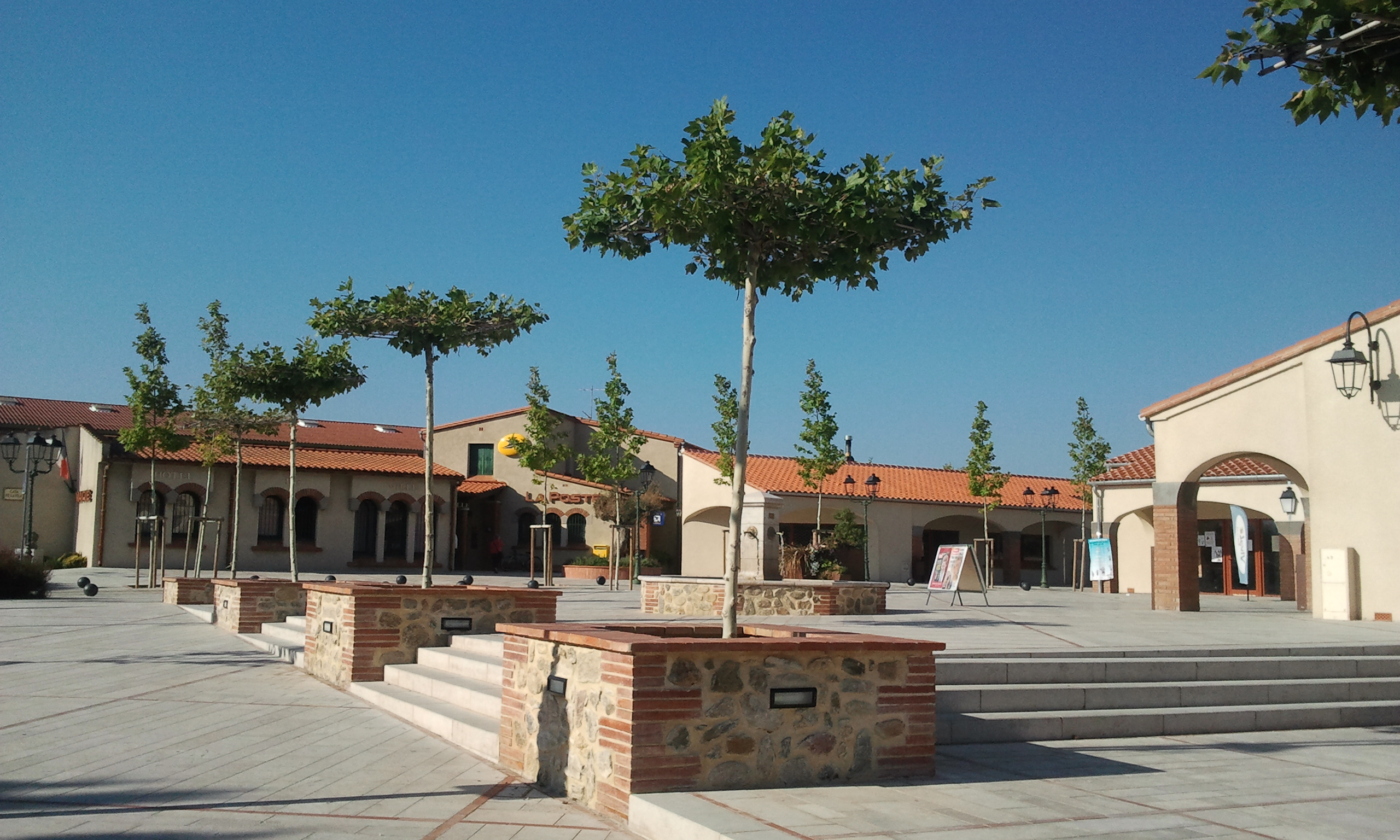
Saint-Jean-Pla-de-Corts

## Etimología
El pueblo es citado por primera vez en 960 bajo la forma Planum de Curtis. Algunas grafías posteriores son parrochia Pla de Curts (976), Planicurtis (987), S. Johannes de Plano de Corts (998). Bajo el Antiguo Régimen, la parroquia se llamó Sant Joan de Pagés.
La palabra pla designa una llanura, una meseta. En cuanto a cort, es un término que ha tenido varios sentidos sucesivos, por lo que es difícil saber a cuál hace referencia en este caso, pero parece que denota un conjunto de pequeños terrenos, de micro-señoríos.

## Demografía
| 722 | 743 | 906 | 1 040 | 1 456 | 1 775 |
| Para los censos de 1962 a 1999 la población legal corresponde a la población sin duplicidades (Fuente: INSEE [Consultar]) |     |     |       |       |       |

## Lugares y monumentos
- Ruinas del castillo.
- Restos de murallas y puerta.
- Iglesia parroquial Saint-Jean-Baptiste, de origen románico. Tiene un campanario del siglo XVIII e inscripciones funerarias que datan de 1225.
- Iglesia Saint-Jean-Baptiste del castillo.
- Ermita Saint-Sébastien.
- Valle del Tech.